# Bobby Farrelly
Robert Leo Farrelly Jr. es un productor, director y escritor estadounidense. Nació el día 17 de junio de 1958 en Cumberland, Rhode Island.

## Vida personal
Es hermano del productor, actor, escritor y director de cine Peter Farrelly y de la actriz Cynthia Farrelly Gesner. Su cuñado es el actor Zen Gesner. Bobby tenía un hijo llamado Jesse.

## Filmografía como productor
- I'm with Stupid (2007) (TV) (preproducción), productor ejecutivo
- National Lampoon's Bag Boy (2008) (posproducción), productor
- The Ringer (2005), productor
- Why Blitt? (2004) (TV), productor ejecutivo
- Stuck On You (2003), productor y director
- Ozzy y Drix (2002) (TV), productor ejecutivo
- Shallow Hal (2001), productor
- Osmosis Jones (2001), productor
- Say It Isn't So (2001), productor
- Me, Myself & Irene (2000), productor

## Filmografía como director
- Champions (2023)[1]
- Dumb and Dumber To (2014)
- The Three Stooges (2012)
- Hall Pass (2011)
- The Heartbreak Kid (2007) (posproducción)
- Fever Pitch (2005)
- Why Blitt? (2004) (TV)
- Stuck on You (2003)
- Shallow Hal (2001)
- Ozzy y Drix (2001)
- Me, Myself & Irene (2000)
- There's Something About Mary (1998)
- Behind the Zipper with Magda (1998)
- Kingpin (1996)
- Dumb & Dumber (1994)